# Cross Ange
Cross Ange: Rondo of Angel and Dragon (japonês: クロスアンジュ 天使と竜の輪舞, Hepburn: Kurosu Anju Tenshi to Ryū no Rondo), conhecido simplesmente como Cross Ange é uma série de animação japonesa para a TV, produzida pela Sunrise indo ao ar entre outubro de 2014 e março de 2015. Uma publicação em mangá começou a ser publicada em Agosto de 2014.

## Enredo
Com o desenvolvimento da inovadora tecnologia de transferência de informações e geração de materiais chamada "Mana", vários problemas, como poluição e guerra, desapareceram e dias de paz chegaram ao mundo. No entanto, as pessoas que recebem o benefício dos Mana vivem em uma falsa paz. Aqueles que não podem usar o Mana, referido pelo termo depreciativo "Norma", que são vistos como uma oposição às estruturas da sociedade, vivem em opressão. Por ser essa a norma social vigente, as pessoas que usam Mana não questionam e vivem iludidas. A primeira princesa do Império de Misurugi, Angelise Ikaruga Misurugi, estava convencida da crença de que para manter um mundo melhor, as Normas deveriam ser exterminadas. Mas quando ela completou 16 anos e estava prestes a ser coroada imperatriz, seu irmão mais velho, Julio, a expôs como uma Norma ao público, seguindo em assassinar seu pai e sua mãe para usurpar o trono. Angelise, que fica perplexa com a revelação de que ela própria era uma Norma o tempo todo, se transforma então no alvo do ódio das pessoas em um piscar de olhos. Sendo chamada pelo apelido agora de Ange, ela é exilada em Arzenal, uma base militar isolada onde as Normas são recrutadas para o serviço militar, e então inicia sua nova vida como uma soldado tendo que lutar contra criaturas extra dimensionais chamadas de D.R.A.G.O.Ns. Enquanto ela luta para se ajustar à sua nova identidade, a vida tempestuosa de Ange é seguida de reviravoltas surpreendentes uma após a outra e ela embarca em uma jornada turbulenta para descobrir a verdade sobre o mundo em que vive bem como sua relação com as pessoas que a cercam e sua decisão de salvar ou destruir o mundo.

## Mangá
Uma adaptação de mangá desenhada por Kenjirō Takeshita foi publicada entre 3 de agosto de 2014 e 28 de junho de 2015 no site japonês do ComicWalker e uma coleção de 3 volumes.
Uma versão de paródia colegial em formato yonkoma, desenhado por Osaji, foi publicado no ComicWalker entre 5 de outubro de 2014 e 29 de março de 2015. Cada faixa seguiu um episódio de anime. O mangá foi compilado em dois volumes.